# 全知读者视角 (电影)
是一部2025年上映的韩国奇幻动作片，改编自同名网络小说，由《恐怖直播》的导演金秉佑执导，李敏鎬、安孝燮、蔡秀彬、申承浩、Nana与Jisoo主演，于2025年7月23日在韩国與台灣同步上映。

## 剧情概要
剧情讲述一部连载十多年的小说在完结之日突然变为现实，唯一读过这部小说的读者金独子与小说中的主角刘众赫及其他伙伴一起，在崩塌的世界中求生的故事。

## 演员阵容
- 李敏鎬 饰演 刘众赫

小说中即使死了也能不断重生的主角，以冷峻的外貌和强大的战斗力在灭亡的小说中到最后的人物。
- 安孝燮 饰演 金独子

唯一知道小说《灭亡世界里的生存方法》结局的人，他是一个平凡的上班族，因沉迷小说的主角公刘众赫而看完了没人看的连载小说。
- 蔡秀彬 饰演 刘尚雅

金独子的前同事，与他一起进入灭亡的世界。她很快适应每天都要进行生存战斗的世界，给金独子带来力量。
- 申承浩 饰演 李贤诚

军人出身，以强大的防御能力进行战斗。
- Nana 饰演 郑熙媛

与刘众赫一起出现在小说中的人物，以出色的攻击能力像正义女神一样活跃。
- Jisoo 饰演 李智慧

在小说中拥有强大的战斗能力，与刘众赫一起度过许多危机。
- 權恩成 饰演 李吉荣

能与昆虫沟通的少年。
- 朴浩山 饰演 孔弼斗

小说世界变成现实后，他拥有比重要的“币”更关键的安全地带，利用自身拥有的资源不断积累“币”。
- 崔英俊 饰演 韩明武

金独子和刘尚雅的职场上司，接近刘尚雅时突然被卷入小说世界。在危机关头依然摆出上司姿态，行事自私且机会主义。
- 郑星一 饰演 千仁浩

金湖地区国会议员，拥有外表和蔼但隐藏本性的双重性格。借助追随他的居民，将金独子和伙伴们逼入险境。

## 制作

### 发展
2019年4月，网络小说平台Munpia的代表金焕哲接受采访时表示，获得超过1000万次阅读量的网络小说将改编成电影或电视剧；9月，与电影《与神同行》的制片商Realies Pictures签订5部用于影院上映的电影长片版权合同，正式确认电影制作；电影化的消息引起读者对选角猜测的热烈讨论。

### 选角
2023年5月，媒体报道安孝燮将出演该片主人公金独子，李敏鎬出演另一主人公刘众赫，蔡秀彬出演金独子的同事刘尚雅，由《恐怖直播》的金秉佑担任导演，制作预算超过200亿韩元，预计该年年底开拍，该片将是安孝燮的大荧幕处女作。同年6月，媒体报道申承浩出演该片，饰演金独子阅读小说中的配角李贤诚。同年9月，媒体报道Nana出演该片，饰演性格刚强、无法忍受不义的郑熙媛。同年10月，媒体报道Jisoo、郑成日、朴浩山及崔英俊加盟该片，线上游戏《穿越火线》的开发商SmileGate与乐天娱乐共同投资，制作预算达300亿韩元，预计于该年12月开拍。制片商Realies Pictures的代表元东延在其社交平台上表示，影片上映前不会揭晓该片主人公韩秀英的扮演者。
2024年1月24日发行商乐天娱乐正式宣布李敏镐、安孝燮、蔡秀彬、申承浩、Nana、朴浩山、崔英俊、Jisoo参演该片。

### 拍摄
主体拍摄于2023年12月5日正式开始，2024年5月底杀青。

### 损益平衡点
据媒体报道，该片损益平衡点约为600万观影人次。

## 发行
2025年2月15日发布启动海报和先导预告片，定于同年7月23日在韩国正式上映。

### 票房
台灣方面，上映12天取得5500萬票房。